# أطروحة هوكني-فالكو
أطروحة هوكني-فالكو نظرية مثيرة للجدل في تاريخ الفن، طرحها الفنان ديفيد هوكني عام 1999، وطوّرها الفيزيائي تشارلز م. فالكو منذ عام 2000 (سواءً بشكل فردي أو جماعي). جادلا بأن التقدم في المذهب الطبيعي والدقة في تاريخ الفن الغربي منذ أوائل عصر النهضة (حوالي 1430-1420) كان في المقام الأول نتيجةً للوسائل البصرية مثل الكاميرا المظلمة والكاميرا اللامعة والمرايا المنحنية، وليس نتيجةً فقط لتطور التقنيات والمهارات الفنية.